# ジルベール・ド・ゴールドシュミット

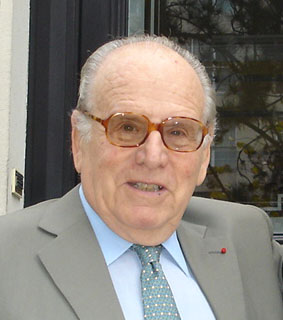
ジルベール・ド・ゴールドシュミット (2006年)

ジルベール・ド・ゴールドシュミット（Gilbert de Goldschmidt、1925年4月26日 ベルリン - 2010年1月1日）は、フランスの映画プロデューサーである。

## 来歴・人物
1925年4月26日、ヴァイマル共和政時代のドイツ・ベルリンに生まれ、幼少期をフランス・パリで過ごし、1940年、最後の脱出船のひとつ「クァンザ」号でヨーロッパを去る。かなり若くして米軍に入隊、1944年、軍とともにフランスの地に再び降り立つ。マーシャル・プランのために映画を製作することで、映画界での仕事が始まった。製作管理の業務を経験したのち、1951年、アメリカ人のパートナーたちとともに、映画製作会社「マドレーヌ・フィルム」を設立する。
ゴールドシュミットは、40本あまりの映画を単独製作あるいは共同製作した。ジャン＝ガブリエル・アルビコッコ（『金色の眼の女』、そして『さすらいの青春』）や、撮影監督のラウール・クタール（『Hoa Binh』）といった映画監督の第一作のプロジェクトを始めた。
だれもが長い間憶えているジャック・ドゥミ監督の映画、『シェルブールの雨傘』と『ロシュフォールの恋人たち』は、ゴールドシュミットがマグ・ボダールと共同製作したものである。
プロデューサーであり映画監督である友人のイヴ・ロベールとの共同製作（『ぐうたらバンザイ! Alexandre le Bienheureux』、『Le Distrait』、『アルフレッドの災難 Les Malheurs d'Alfred』、『Le grand blond avec une chaussure noire』）は、ピエール・リシャールやフランシス・ヴェベールといった監督を世に送り出した。
監督たちに誠実に、ミシェル・ラング監督（『Le Cadeau』など）とパトリック・シュルマン監督（『P.R.O.F.S.』など）のいくつかのコメディ映画を製作し、テレビでよりも映画館のホールに市民の承認を取り戻した。
また、友人のイヴ・ロベールとともに、『ジャバーウォッキー』『モンティ・パイソン・アンド・ホーリー・グレイル』、『ライフ・オブ・ブライアン』、『バンデットQ』といった『モンティ・パイソン』の映画をフランス語圏に紹介したのもゴールドシュミットである。
映画業界の人々に感謝され、リスペクトされ、1983年には第36回カンヌ国際映画祭の、1988年にはヴェネツィア国際映画祭のそれぞれ審査員になり、海外へのフランス映画のプロモーションのための機構ユニフランスの代表を歴任した（1971年 - 1973年、1986年 - 1988年）。
レジオンドヌール勲章、国家功労勲章、芸術文化勲章のそれぞれオフィシエ章を受章。
ジルベール・ド・ゴールドシュミット＝ロートシルトは、フランス系イギリス人実業家ジェームズ・ゴールドスミスの従兄（祖父どうしが兄弟）であり、銀行家のエドモン・ド・ロートシルト（Edmond de Rothschild）の従兄（祖母どうしが兄弟）である。

## フィルモグラフィー
- Double Destin　1954年　監督ヴィクトル・ヴィカス
- L'Affaire Baby (ou Special Delivery ou Vom Himmel gefallen)　1955年　監督ジョン・ブラーム
- ポケットの恋　1955年　監督ピエール・カスト
- 山小舎の狼 Les loups dans la bergerie　1959年　監督エルヴェ・ブロンベルジェ
- 金色の眼の女 La Fille aux yeux d'or　1960年　監督ジャン＝ガブリエル・アルビコッコ
- Les 4 Vérités　1962年　監督ルネ・クレール、アレッサンドロ・ブラゼッティ、ルイス・G・ベルランガ、エルヴェ・ブロンベルジェ
- シェルブールの雨傘 Les Parapluies de Cherbourg　1963年　監督ジャック・ドゥミ　※第17回カンヌ国際映画祭パルムドール受賞、アカデミー外国語映画賞ノミネート
- ロシュフォールの恋人たち Les Demoiselles de Rochefort　1966年　監督ジャック・ドゥミ
- さすらいの青春 Le Grand Meaulnes　1967年　監督ジャン＝ガブリエル・アルビコッコ
- Hoa Binh　1970年　監督ラウール・クタール　※ジャン・ヴィゴ賞受賞、第23回カンヌ国際映画祭新人監督賞受賞、アカデミー外国語映画賞ノミネート

- Servante et Maîtresse　1976年　監督ブリュノ・ガンティヨン
- 小さな初恋 Trocadéro Bleu Citron　1978年　監督ミカエル・ショック
- Les Turlupins　1979年　監督ベルナール・ルヴォン
- Signé Furax　1980年　監督マルク・シムノン
- Le Cadeau　1981年　監督ミシェル・ラング
- レタンセル L'Etincelle　1983年　監督ミシェル・ラング
- P.R.O.F.S.　1985年　監督パトリック・シュルマン
- Les oreilles entre les dents　1987年　監督パトリック・シュルマン
- Suivez cet avion　1989年　監督パトリス・アンバール
- Comme une bête　1998年　監督パトリック・シュルマン

## 著書
- 『Le rêve du papillon』、Fixot、1991年 ISBN 287744581X
- 『Un panier de cerises』、La Bartavelle、2000年 ISBN 2876450984

## 関連事項
- Goldschmidt-Rothschild - ゴールドシュミット＝ロートシルト家
- Famille Goldschmidt - ゴールドシュミット家
- ロスチャイルド家